# 山本龍洞
山本 龍洞（やまもと りゅうどう、弘化2年10月27日（1845年11月26日） - 大正2年（1913年）9月28日）は、明治時代の浮世絵師、日本画家。

## 来歴
山本隆生及び河鍋暁斎の門人。字は尚親。名は鯤。通称は浪江。白石山人、葵斎、龍洞、龍東、竜洞と号す。信濃国伊那郡長岡村（現・箕輪町東箕輪）に信濃飯田藩の儒臣、渕井椿斎の末子（六男）として生まれる。父の椿斎は横川村（現・辰野町横川）で寺子屋、医院を営んでおり、漢学者、書家であった。龍洞は幼少時から画を好み、人物画及び富士山の絵を得意としていた。なかでも、『富嶽百絶』は、父の椿斎が明治3年（1870年）に著した『富嶽百絶草書』を描いた作品であり、龍洞の絵に椿斎の書が記された親子による合作となっている。また、明治35年（1902年）の『富士図』では、横長の空間を巧みに利用、富士山と松並木を描いている。また、箕輪町の神社、自社の檀家の依頼により描いた涅槃図が上田町などに残されている。画風は北宋派、南宋派に土佐派を足した独特のものであり、その色彩にこだわりがあった。また、剣術をよくしており、槍道小野派一刀流名人であったといわれる。
安政2年（1855年）頃、11歳の頃、父とともに江戸に行ったとされる。文久元年（1861年）、17歳の頃、再び江戸に出て土佐派の大家、山本隆生に入門して、彼の養子となっている。北宗派及び南宗派の画法を研究したうえ、暁斎に師事している。この頃、龍洞は東京下谷徒士町に住み、画業を営みながら多くの門人に絵画を教えていた。服部波山や松岡環翠らと交友をもっている。主として花鳥画、仏画を得意としており、明治維新後は宮中の用命をも受けている。
明治13年（1880年）から翌明治14年（1881年）に制作された『諸家書画帖』（河鍋暁斎記念美術館所蔵）に竜洞と号して草花図及び雪中図の2点が収められている。この『諸家書画帖』には、師の暁斎のほか、南画家の木村香雨の作品などもみられる。明治23年（1890年）、龍洞46歳の時、信州に滞在、山水図などを描いている。翌明治24年（1891年）5月、塩尻市の西福寺に滞在、大作「涅槃図」を、6月ごろには「竜虎図」を描いた。明治27年（1894年）7月、諏訪の仏法寺にて大額「和田嶺合戦之図」を制作、諏訪大社下社に奉納している。明治30年（1897年）、山梨県の保福寺の住職の招きに応じて「涅槃図」を描いた。明治39年（1906年）、南画家の木村香雨により設立された日本南宋画会の評議員を務め、同年、上京してきた箕輪町木下出身の矢島甲子太郎に絵画を教えている。東京下谷の自宅にて、持病の胃潰瘍により没した。享年69。墓所は小石川の善仁寺。法名は弘本居士。
門人に獅子田洞春、牛山洞泉、小谷田洞水、花田龍渓、渡辺洞罷、高木洞峯、洞山、古川龍泉らがいる。

## 作品
- 「鹿児島暴徒九州大戦争」 大判錦絵3枚続 ※「第四大区小七ノ区本郷森川町廿四番地 山本龍洞」の落款、明治10年（1877年）、武川清吉版 生住昌大所蔵
- 「鹿児島藩規則列士族一覧之図」 大判錦絵3枚続 ※「第四大区小七ノ区本郷森川町廿四番地 山本龍洞」の落款、明治10年、武川清吉版 刀剣ワールド財団所蔵
- 「富嶽百絶」 紙本淡彩 襖2面 明治13年（1880年）
- 「万年茸図」 紙本淡彩 明治16年（1883年）
- 「観音図」 絹本着色 明治17年（1884年）
- 「飲中八仙図」 絹本着色 明治22年（1889年）春
- 「神話画讃」 紙本淡彩 双幅 明治23年（1890年） 箕輪町郷土博物館所蔵
- 「花鳥図」 紙本淡彩 六曲半双 明治24年（1891年）
- 「林和靖図」 絹本着色 箕輪町郷土博物館所蔵
- 「猿図」 絹本着色 明治29年（1896年）
- 「富士図」 絹本着色 天袋4面 明治35年（1902年）

## 参考図書
- 河鍋暁斎翁伝 飯島虚心、ぺりかん社、1984年
- 長野県美術全集 第3巻 赤羽義洋 郷土出版社、1995年
- 20世紀物故日本画家事典 油井一人編 美術年鑑社、1998年
- 暁斎 第95号 河鍋暁斎記念美術館編 河鍋暁斎記念美術館、2007年
- 郷土ゆかりの画人 山本龍洞 箕輪町郷土博物館編集 箕輪町郷土博物館、2010年